# عدد لپتونی
عدد لپتونی (به انگلیسی: lepton number) در فیزیک ذرات، عددی است که برای ذرات بنیادی تعریف شده است و برای لپتون‌ها ۱، برای پادلپتون‌ها ۱- و برای بقیه ذرات صفر است.
در حقیقت عدد لپتونی موجب تمایز بین نوترینو و پادنوترینو است.

## قانون پایستگی عدد لپتونی
بسیاری از مدل‌های فیزیکی، از جمله مدل استاندارد ذرات بنیادی، براساس قانون پایستگی عدد لپتونی استوارند، بدین ترتیب که مجموع اعداد لپتونی در طرفین معادله یک برهمکنش با هم برابرند.
به عنوان مثال، در واپاشی بتا عدد لپتونی یا L برابر است با:
{\displaystyle {\begin{matrix}&n&\rightarrow &p&+&e^{-}&+&{\overline {\nu }}_{e}\\L:&0&=&0&+&1&-&1\end{matrix}}}